# Курганово (Смоленская область)
Курганово — деревня в Шумячском районе Смоленской области России. Входит в состав Надейковичского сельского поселения. Население — 4 жителя (2007 год). 
Расположена в юго-западной части области в 39 км к западу от Шумячей, в 29 км северо-западнее автодороги А101 Москва — Варшава («Старая Польская» или «Варшавка»), на берегу реки Остёр. В 32 км юго-восточнее деревни расположена железнодорожная станция Осва на линии Рославль — Кричев. 

## История
В годы Великой Отечественной войны деревня была оккупирована гитлеровскими войсками в августе 1941 года, освобождена в сентябре 1943 года..